# Ливонија (Њујорк)
Ливонија (енгл. Livonia) град је у америчкој савезној држави Њујорк.

## Демографија
По попису из 2010. године број становника је 1.409, што је 36 (2,6%) становника више него 2000. године.
| Група             | 2000.         | 2010.         |
| Белци             | 1.326 (96,6%) | 1.379 (97,9%) |
| Афроамериканци    | 12 (0,9%)     | 2 (0,1%)      |
| Азијати           | 3 (0,2%)      | 3 (0,2%)      |
| Хиспаноамериканци | 14 (1,0%)     | 19 (1,3%)     |
| Укупно            | 1.373         | 1.409         |